# Фабіу Емануел Морейра Сілва
Фабіу Емануел Морейра Сілва (порт. Fábio Emanuel Moreira Silva, нар. 5 квітня 1985, Лісабон) — португальський та кабовердійський футболіст, півзахисник. Провів один матч за національну збірну Кабо-Верде.

## Клубна кар'єра
У дорослому футболі дебютував 2003 року виступами за «Ештрелу», в якому провів два сезони, взявши участь лише у 7 матчах чемпіонату.
Після цього виступав за другі команди «Бенфіки» та «Тенерифе», але до основних складів пробитись так і не зумів.
У сезоні 2007/08 виступав у словенській «Драві», після чого повернувся на батьківщину, де виступав за нижчолігові клуби «Одівелаш» та «Ешпінью»
В кінці серпня 2010 року Фабіу прибув на перегляд у криворізький «Кривбас», проте команді не підійшов і у вересні 2010 року на правах вільного агента підписав контракт з запорізьким «Металургом». У Прем'єр-лізі України дебютував 26 вересня 2010 року у виїзному матчі проти полтавської «Ворскли» (2:1), Фабіу почав матч в основі, але в перерві був замінений на Павела Хайдучека. 6 листопада 2010 року в матчі проти київського «Арсеналу» (2:0), Фабіу вийшов на 54 хвилині замість Дмитра Татанашвілі, а на 87 хвилині забив гол у ворота Віталія Реви. За підсумками сезону 2010/11 «Металург» посів останнє 16 місце і вилетів у Першу лігу України, після чого Фабіу покинув команду. У тому сезоні легіонер провів 13 матчів і забив 1 м'яч в чемпіонаті і 1 матч в Кубку.
У сезоні 2012/13 виступав за угорський клуб «Казінцбарцікай» у другому за рівні дивізіоні країни, після чого ще сезон провів у австрійському ЛАСКу (Лінц), відігравши за команду з Лінца 13 матчів в національному чемпіонаті.

## Виступи за збірну
У березні 2011 року отримав виклик до лав національної збірної Кабо-Верде, на домашній матч, який відбувся на стадіоні Естадіу да Варзеа проти Ліберії в рамках відбіркового турніру на Кубок африканський націй 2012. 26 березня 2011 року дебютував у збірній у матчі проти Ліберії (4:2). Цей матч став єдиним для футболіста у футболці збірної